# Ильин, Михаил Иванович
Михаил Иванович Ильин — советский хозяйственный, государственный и политический деятель.

## Биография
Родился в 1914 году в Твери. Член КПСС.
С 1932 года — на хозяйственной, общественной и политической работе. В 1932—1975 гг. — слесарь-водопроводчик, прораб, начальник отдела, начальник участка, начальник производственного отдела управления строительством дороги Акмолинск — Карталы, начальник производственного отдела управления строительством железнодорожной линии Моинты — Чу, управляющий трестом «Автотрансстрой», главный инженер, начальник дорожного мостостроительного района ГУШОСДОР, начальник УКС Алма-Атинского СНХ, заведующий отделом Алма-Атинского обкома, Алма-Атинского промышленного обкома, заведующий отделом строительства Бюро ЦК Компартии Казахстана по руководству сельским хозяйством, начальник Главсельстроя Казахской ССР, заместитель министра сельского строительства Казахской ССР, министр сельского строительства Казахской ССР, заместитель председателя Совмина Казахской ССР.
Избирался депутатом Верховного Совета Казахской ССР 7-8-го созывов.
Умер в Алма-Ате в 1987 году.